# Koskajmy
Koskajmy (niem. Koskeim) – przysiółek osady Frączkowo w Polsce, położony w województwie warmińsko-mazurskim, w powiecie kętrzyńskim, w gminie Barciany.
W latach 1975–1998 przysiółek administracyjnie należał do województwa olsztyńskiego.
W przysiółku brak zabudowy.